# パブロ・イバニェス・ルンブレーラス
パブロ・イバニェス・ルンブレーラス（Pablo Ibáñez Lumbreras、1998年9月20日 - ）は、スペイン・ナバラ州パンプローナ出身のサッカー選手。CAオサスナ所属。ポジションはDF。

## 経歴
ナバラ州のパンプローナに生まれ、7歳の時にCAオサスナのカンテラへ入団した。しかし、トップチーム昇格前の2014年にクラブから放出され、アマチュアクラブでキャリアをスタートさせることとなった。
ADサン・フアンとUDムティルベラという2つのアマチュアクラブを経て、2021年2月1日、古巣オサスナのBチームへ移籍した。
2022年3月9日、2024年までの新契約をオサスナと結び、2022-23シーズンからトップチームへ昇格することが決定した。